# Cocoon (より子のアルバム)
『Cocoon』（コクーン）は、より子のメジャーデビューアルバム。

## 解説
2005年1月26日に発売された。全作詞・作曲はより子。全編曲は中村太知。
より子自身にとってはメジャー初、かつ改名後初の作品発表であり、キャッチコピーに『「より子。」のマル、取りました。今までの"私"はリセットして聴いてください。』を掲げていた。本作のために、メジャーデビュー決定後の2004年11月8日から11月24日まで全国6ヶ所でメジャーデビュー決定の挨拶回り完全招待制ライブ『第一回より子挨拶廻り（独唱）』を開催したり、ライブ来場者や音楽情報雑誌の懸賞プレゼントを対象に特製のプレスキット（後述参照）を配布したりと、大々的なプロモーション活動が行われた。2004年12月1日からは、Moraにて「それでいいのですか? -Radio Mix-」の先行デジタル配信が開始された（一般配信は12月13日より）。また、本作の初回プレス盤購入者を対象に、2005年2月13日に発売記念招待制ライブ『第一回より子どうでしょう?』が開催された。
タイトルは英語で「繭」を意味する単語である。アルバムを通して「繭を破って蝶になり飛んでいく」というコンセプトテーマが取られている。また、自宅の自室のスタジオ「よりスタ」で制作された最初（「introduction」）と最後（「あなた」）の楽曲の配置から「外に向かって飛んでいくも、また最初へ回帰していく」という、一種のコンセプト・アルバムに仕上がっている。ただしこれら2つのテーマは制作終了段階で気付いたものであり、タイトルも単に本作の核となる楽曲「Break the Cocoon」より取られたため、完全に当初からテーマを意識して制作した訳ではない。
CDのブックレットには本人によるライナーノーツや楽曲解説が記載されており、作品制作時の心境や楽曲に込められたメッセージが窺い知ることができる。CD-EXTRA仕様として、「それでいいのですか？」の、2004年10月に行われた東芝EMIのコンベンションライブ『music talks 2004 autumn』で楽曲を初披露した際の映像が収録されている。

## プレスキット
2004年11月8日から11月24日まで全国6ヶ所でメジャーデビュー決定の挨拶回り完全招待制ライブ『第一回より子挨拶廻り（独唱）』来場者を対象に配布された。また、『CDでーた』（角川書店刊）などの音楽雑誌でも懸賞プレゼント用として配布された。内容は、プロフィールが書かれたパンフレットと、「それでいいのですか?」「忘れられた桜の木」のマスタリング前音源2曲が収録された非売品CDがそれぞれ封入されていた。

## 収録曲
1. introduction
楽曲解説はパッケージ内部のCD台座の下に隠されている。ふと思いついたメロディーをそのまま歌にした楽曲で、このメロディーとフレーズは2枚目のアルバム『second VERSE』収録曲「second Birthday」に使用されている。
2. I share all with you
普段見せない自分の内面を出したという曲。バイオリニストのNAOTOを迎えて制作されている。
3. それでいいのですか?
  - フジテレビ系『ウチくる!?』エンディングテーマ

アルバムのリードトラックであり、より子の代表曲のひとつとされる。2003年の活動休止直後に出来たという曲で、復帰ライブとなったコンベンションライブ『MUSIC TALKS 2004 AUTUMN』で初披露された。自身から見た大人たちのイメージで、「もっと責任を持った生き方をして欲しい」という思いと「自分はこういう無責任な大人にはならない」という決意をテーマに歌詞が書かれた。
4. 忘れられた桜の木
5. 親愛なる絵描きさんへ
自身の親友に向けて書いた楽曲。特定の人物に向けて楽曲を書くのは自身にとって初めてで、「友達に向けて曲を書いてみたらどうか」というプロデューサーの提案により楽曲が生まれた。なお、この曲のモデルとなった親友は小学生の頃からの付き合いで、自身のブログでも何度も話題に出している。
6. 安里屋ユンタ
アルバムのインタールード的な位置付けにしようということで、実際に竹富島へ出向いてレコーディングが行われた。本人曰く「台風が来ていたがレコーディングが始まる直前になって台風が去った」というエピソードがあるという。
7. Happy Birthday To You
自身の母親の誕生日プレゼントとして制作したという楽曲。アルバム発売前の2004年8月11日に発売されたコンピレーションアルバム『青田屋3号』に新曲として収録されており、アルバム収録曲の中では早い時期に正式な音源が発表されていた（こちらではイントロ部分に「安里屋ユンタ」の波の音のSEが入っていないものが聴ける）。
8. Truth is there
本人曰く「言わなければ相手に伝わらないし、思っているだけで行動しなければ何も始まらない。もう1人の自分にも自分以外の人にも向けて歌っている」といい、アルバムの意義をなす曲であると語っている。
9. 今、あなたを愛すること
南青山ル・アンジェ教会にて録音された。ドラム以外のすべての楽器（ピアノ、チャーチオルガン、パーカッション）を自身がひとりで担当した。この曲の「あなた」とはインディーズ時代に書いた過去の楽曲であり、この曲を制作したことで過去の楽曲を全て受け入れられるようになったという。
10. Break the Cocoon
11. あなた
「忘れられた桜の木」と世界観が共通した楽曲。本人によるアルバムのコンセプト的には1曲目の「introduction」へとループして繋がっているという。

CD-EXTRA
- それでいいのですか？ LIVE at music talks 2004